# Gran Camiño de 2023
A 2.ª edição da competição de ciclismo Gran Camiño foi uma corrida de ciclismo em estrada por etapas que se celebrou entre 23 e 26 de fevereiro de 2023 na Espanha com início na cidade de Lugo e final na cidade de Santiago de Compostela, sobre uma distância total de 506,8 km.
A corrida fez parte do UCI Europe Tour de 2023, calendário ciclístico dos Circuitos Continentais da UCI, dentro da categoria 2.1 e foi vencida pelo dinamarquês Jonas Vingegaard do Jumbo-Visma. Completaram o pódio, como segundo e terceiro classificado respectivamente, o espanhol Jesús Herrada do Cofidis e o português Ruben Guerreiro do Movistar.

## Equipas participantes
Tomaram parte na corrida 18 equipas: 4 de categoria UCI WorldTeam convidados pela organização, 8 de categoria UCI ProTeam e 6 de categoria Continental. Formaram assim um pelotão de 122 ciclistas dos que acabaram 115. As equipas participantes foram:
| Equipes WorldTeam (4)- Movistar Team - Jumbo-Visma - Astana Qazaqstan Team - Cofidis Equipes ProTeam (8)- Euskaltel-Euskadi - Equipo Kern Pharma - Caja Rural-Seguros RGA - Burgos-BH - Q36.5 Pro Cycling Team - Team Corratec - Human Powered Health - Eolo-Kometa Equipes Continentais (6)- Electro Hiper Europa - Trinity Racing - AP Hotels & Resorts-Tavira-SC Farense - Efapel Cycling - Tavfer-Ovos Matinados-Mortágua - Rádio Popular-Paredes-Boavista |
| |

## Percurso
O Gran Camiño dispôs de quatro etapas dividido numa etapa plana, uma em media montanha, uma de montanha e uma contrarrelógio individual para um percurso total de 506,8 quilómetros.
| Etapa | Data    | Percurso                            | type                      | Distância (km) | Vencedor              | Líder geral           |
| ----- | ------- | ----------------------------------- | ------------------------- | -------------- | --------------------- | --------------------- |
| 1     | 23 fev. | Muralha romana de Lugo – Sarria     | etapa escarpada           | 188            | cancelamento da etapa | cancelamento da etapa |
| 2     | 24 fev. | Tui – A Guarda                      | etapa escarpada           | 184,3          | Jonas Vingegaard      | Jonas Vingegaard      |
| 3     | 25 fev. | Esgos – Rubiá                       | média montanha            | 123,4          | Jonas Vingegaard      | Jonas Vingegaard      |
| 4     | 26 fev. | Milladoiro – Santiago de Compostela | contrarrelógio individual | 18,1           | Jonas Vingegaard      | Jonas Vingegaard      |

## Desenvolvo da corrida

### 1.ª etapa
| Muralha romana de Lugo - Sarria | etapa escarpada | (188 km) |

Etapa cancelada.

### 2.ª etapa
| Tui - A Guarda | etapa escarpada | (184,3 km) |

| \| Classificação por etapas \| Classificação por etapas \| Classificação por etapas \| Classificação por etapas \| Classificação por etapas \| \| Ciclista \| Ciclista \| Equipe \| Tempo \| \| \| ------------------------ \| ------------------------ \| ------------------------ \| ------------------------ \| ------------------------ \| \| 1. \| Jonas Vingegaard \| Jumbo-Visma \| 4h33m33s \| \| \| 2. \| Ruben Guerreiro \| Movistar Team \| + 21s \| \| \| 3. \| Ion Izagirre \| Cofidis \| + 24s \| \| \| 4. \| Antonio Pedrero \| Movistar Team \| + 26s \| \| \| 5. \| Jesús Herrada \| Cofidis \| + 26s \| \| \| 6. \| Victor Langellotti \| Burgos-BH \| + 26s \| \| \| 7. \| Lorenzo Fortunato \| Eolo-Kometa \| + 28s \| \| \| 8. \| Lukas Nerurkar \| Trinity Racing \| + 31s \| \| \| 9. \| Rubén Fernández \| Cofidis \| + 33s \| \| \| 10. \| Attila Valter \| Jumbo-Visma \| + 35s \| \| |                    |                |          |
| |                    |                |          |
| Fonte: ProCyclingStats |                    |                |          |
| Classificação por etapas |                    |                |          |
| Ciclista | Ciclista           | Equipe         | Tempo    |
| 1. | Jonas Vingegaard   | Jumbo-Visma    | 4h33m33s |
| 2. | Ruben Guerreiro    | Movistar Team  | + 21s    |
| 3. | Ion Izagirre       | Cofidis        | + 24s    |
| 4. | Antonio Pedrero    | Movistar Team  | + 26s    |
| 5. | Jesús Herrada      | Cofidis        | + 26s    |
| 6. | Victor Langellotti | Burgos-BH      | + 26s    |
| 7. | Lorenzo Fortunato  | Eolo-Kometa    | + 28s    |
| 8. | Lukas Nerurkar     | Trinity Racing | + 31s    |
| 9. | Rubén Fernández    | Cofidis        | + 33s    |
| 10. | Attila Valter      | Jumbo-Visma    | + 35s    |

| \| Classificação geral \| Classificação geral \| Classificação geral \| Classificação geral \| Classificação geral \| \| Ciclista \| Ciclista \| Equipe \| Tempo \| \| \| ------------------- \| ------------------- \| ------------------- \| ------------------- \| ------------------- \| \| 1. \| Jonas Vingegaard \| Jumbo-Visma \| 4h33m20s \| \| \| 2. \| Ruben Guerreiro \| Movistar Team \| + 28s \| \| \| 3. \| Ion Izagirre \| Cofidis \| + 31s \| \| \| 4. \| Antonio Pedrero \| Movistar Team \| + 39s \| \| \| 5. \| Jesús Herrada \| Cofidis \| + 39s \| \| \| 6. \| Victor Langellotti \| Burgos-BH \| + 39s \| \| \| 7. \| Lorenzo Fortunato \| Eolo-Kometa \| + 41s \| \| \| 8. \| Lukas Nerurkar \| Trinity Racing \| + 44s \| \| \| 9. \| Rubén Fernández \| Cofidis \| + 46s \| \| \| 10. \| Attila Valter \| Jumbo-Visma \| + 48s \| \| |                    |                |          |
| |                    |                |          |
| Fonte: ProCyclingStats |                    |                |          |
| Classificação geral |                    |                |          |
| Ciclista | Ciclista           | Equipe         | Tempo    |
| 1. | Jonas Vingegaard   | Jumbo-Visma    | 4h33m20s |
| 2. | Ruben Guerreiro    | Movistar Team  | + 28s    |
| 3. | Ion Izagirre       | Cofidis        | + 31s    |
| 4. | Antonio Pedrero    | Movistar Team  | + 39s    |
| 5. | Jesús Herrada      | Cofidis        | + 39s    |
| 6. | Victor Langellotti | Burgos-BH      | + 39s    |
| 7. | Lorenzo Fortunato  | Eolo-Kometa    | + 41s    |
| 8. | Lukas Nerurkar     | Trinity Racing | + 44s    |
| 9. | Rubén Fernández    | Cofidis        | + 46s    |
| 10. | Attila Valter      | Jumbo-Visma    | + 48s    |

### 3.ª etapa
| Esgos - Rubiá | média montanha | (123,4 km) |

| \| Classificação por etapas \| Classificação por etapas \| Classificação por etapas \| Classificação por etapas \| Classificação por etapas \| \| Ciclista \| Ciclista \| Equipe \| Tempo \| \| \| ------------------------ \| ------------------------ \| ------------------------ \| ------------------------ \| ------------------------ \| \| 1. \| Jonas Vingegaard \| Jumbo-Visma \| 3h19m58s \| \| \| 2. \| Ruben Guerreiro \| Movistar Team \| + 21s \| \| \| 3. \| Attila Valter \| Jumbo-Visma \| + 35s \| \| \| 4. \| Jesús Herrada \| Cofidis \| + 36s \| \| \| 5. \| Lorenzo Fortunato \| Eolo-Kometa \| + 40s \| \| \| 6. \| Rubén Fernández \| Cofidis \| + 44s \| \| \| 7. \| William Barta \| Movistar Team \| + 49s \| \| \| 8. \| Victor Langellotti \| Burgos-BH \| + 56s \| \| \| 9. \| Antonio Pedrero \| Movistar Team \| + 56s \| \| \| 10. \| Lukas Nerurkar \| Trinity Racing \| + 59s \| \| |                    |                |          |
| |                    |                |          |
| Fonte: ProCyclingStats |                    |                |          |
| Classificação por etapas |                    |                |          |
| Ciclista | Ciclista           | Equipe         | Tempo    |
| 1. | Jonas Vingegaard   | Jumbo-Visma    | 3h19m58s |
| 2. | Ruben Guerreiro    | Movistar Team  | + 21s    |
| 3. | Attila Valter      | Jumbo-Visma    | + 35s    |
| 4. | Jesús Herrada      | Cofidis        | + 36s    |
| 5. | Lorenzo Fortunato  | Eolo-Kometa    | + 40s    |
| 6. | Rubén Fernández    | Cofidis        | + 44s    |
| 7. | William Barta      | Movistar Team  | + 49s    |
| 8. | Victor Langellotti | Burgos-BH      | + 56s    |
| 9. | Antonio Pedrero    | Movistar Team  | + 56s    |
| 10. | Lukas Nerurkar     | Trinity Racing | + 59s    |

| \| Classificação geral \| Classificação geral \| Classificação geral \| Classificação geral \| Classificação geral \| \| Ciclista \| Ciclista \| Equipe \| Tempo \| \| \| ------------------- \| ------------------- \| ------------------- \| ------------------- \| ------------------- \| \| 1. \| Jonas Vingegaard \| Jumbo-Visma \| 7h53m08s \| \| \| 2. \| Ruben Guerreiro \| Movistar Team \| + 53s \| \| \| 3. \| Jesús Herrada \| Cofidis \| + 1m25s \| \| \| 4. \| Attila Valter \| Jumbo-Visma \| + 1m29s \| \| \| 5. \| Lorenzo Fortunato \| Eolo-Kometa \| + 1m31s \| \| \| 6. \| Rubén Fernández \| Cofidis \| + 1m40s \| \| \| 7. \| Antonio Pedrero \| Movistar Team \| + 1m45s \| \| \| 8. \| Victor Langellotti \| Burgos-BH \| + 1m45s \| \| \| 9. \| Lukas Nerurkar \| Trinity Racing \| + 1m53s \| \| \| 10. \| William Barta \| Movistar Team \| + 2m02s \| \| |                    |                |          |
| |                    |                |          |
| Fonte: ProCyclingStats |                    |                |          |
| Classificação geral |                    |                |          |
| Ciclista | Ciclista           | Equipe         | Tempo    |
| 1. | Jonas Vingegaard   | Jumbo-Visma    | 7h53m08s |
| 2. | Ruben Guerreiro    | Movistar Team  | + 53s    |
| 3. | Jesús Herrada      | Cofidis        | + 1m25s  |
| 4. | Attila Valter      | Jumbo-Visma    | + 1m29s  |
| 5. | Lorenzo Fortunato  | Eolo-Kometa    | + 1m31s  |
| 6. | Rubén Fernández    | Cofidis        | + 1m40s  |
| 7. | Antonio Pedrero    | Movistar Team  | + 1m45s  |
| 8. | Victor Langellotti | Burgos-BH      | + 1m45s  |
| 9. | Lukas Nerurkar     | Trinity Racing | + 1m53s  |
| 10. | William Barta      | Movistar Team  | + 2m02s  |

### 4.ª etapa
| Milladoiro - Santiago de Compostela | contrarrelógio individual | (18,1 km) |

| \| Classificação por etapas \| Classificação por etapas \| Classificação por etapas \| Classificação por etapas \| Classificação por etapas \| \| Ciclista \| Ciclista \| Equipe \| Tempo \| \| \| ------------------------ \| ------------------------ \| ------------------------ \| ------------------------ \| ------------------------ \| \| 1. \| Jonas Vingegaard \| Jumbo-Visma \| 23m47s \| \| \| 2. \| Rohan Dennis \| Jumbo-Visma \| + 35s \| \| \| 3. \| William Barta \| Movistar Team \| + 59s \| \| \| 4. \| Bart Lemmen \| Human Powered Health \| + 1m05s \| \| \| 5. \| Jesús Herrada \| Cofidis \| + 1m06s \| \| \| 6. \| Carlos Canal \| Euskaltel-Euskadi \| + 1m22s \| \| \| 7. \| Max Walker \| Trinity Racing \| + 1m23s \| \| \| 8. \| Attila Valter \| Jumbo-Visma \| + 1m24s \| \| \| 9. \| Xabier Azparren \| Euskaltel-Euskadi \| + 1m28s \| \| \| 10. \| David de la Cruz \| Astana Qazaqstan Team \| + 1m30s \| \| |                  |                       |         |
| |                  |                       |         |
| |                  |                       |         |
| Classificação por etapas |                  |                       |         |
| Ciclista | Ciclista         | Equipe                | Tempo   |
| 1. | Jonas Vingegaard | Jumbo-Visma           | 23m47s  |
| 2. | Rohan Dennis     | Jumbo-Visma           | + 35s   |
| 3. | William Barta    | Movistar Team         | + 59s   |
| 4. | Bart Lemmen      | Human Powered Health  | + 1m05s |
| 5. | Jesús Herrada    | Cofidis               | + 1m06s |
| 6. | Carlos Canal     | Euskaltel-Euskadi     | + 1m22s |
| 7. | Max Walker       | Trinity Racing        | + 1m23s |
| 8. | Attila Valter    | Jumbo-Visma           | + 1m24s |
| 9. | Xabier Azparren  | Euskaltel-Euskadi     | + 1m28s |
| 10. | David de la Cruz | Astana Qazaqstan Team | + 1m30s |

## Classificações finais
- As classificações finalizaram da seguinte forma:[4]

### Classificação geral
| \| Classificação geral \| Classificação geral \| Classificação geral \| Classificação geral \| Classificação geral \| \| Ciclista \| Ciclista \| Equipe \| Tempo \| \| \| ------------------- \| ------------------- \| --------------------- \| ------------------- \| ------------------- \| \| 1. \| Jonas Vingegaard \| Jumbo-Visma \| 8h16m55s \| \| \| 2. \| Jesús Herrada \| Cofidis \| + 2m31s \| \| \| 3. \| Ruben Guerreiro \| Movistar Team \| + 2m48s \| \| \| 4. \| Attila Valter \| Jumbo-Visma \| + 2m53s \| \| \| 5. \| William Barta \| Movistar Team \| + 3m01s \| \| \| 6. \| Lukas Nerurkar \| Trinity Racing \| + 3m30s \| \| \| 7. \| Simon Geschke \| Cofidis \| + 3m39s \| \| \| 8. \| David de la Cruz \| Astana Qazaqstan Team \| + 3m40s \| \| \| 9. \| Joaquim Silva \| Efapel Cycling \| + 3m44s \| \| \| 10. \| Rubén Fernández \| Cofidis \| + 3m53s \| \| |                  |                       |          |
| |                  |                       |          |
| Fonte: ProCyclingStats |                  |                       |          |
| Classificação geral |                  |                       |          |
| Ciclista | Ciclista         | Equipe                | Tempo    |
| 1. | Jonas Vingegaard | Jumbo-Visma           | 8h16m55s |
| 2. | Jesús Herrada    | Cofidis               | + 2m31s  |
| 3. | Ruben Guerreiro  | Movistar Team         | + 2m48s  |
| 4. | Attila Valter    | Jumbo-Visma           | + 2m53s  |
| 5. | William Barta    | Movistar Team         | + 3m01s  |
| 6. | Lukas Nerurkar   | Trinity Racing        | + 3m30s  |
| 7. | Simon Geschke    | Cofidis               | + 3m39s  |
| 8. | David de la Cruz | Astana Qazaqstan Team | + 3m40s  |
| 9. | Joaquim Silva    | Efapel Cycling        | + 3m44s  |
| 10. | Rubén Fernández  | Cofidis               | + 3m53s  |

### Classificação da montanha
| Classificação da montanha | Classificação da montanha | Classificação da montanha             | Classificação da montanha | Classificação da montanha |
| Ciclista                  | Ciclista                  | Equipe                                | Pontos                    |                           |
| ------------------------- | ------------------------- | ------------------------------------- | ------------------------- | ------------------------- |
| 1.                        | Jonas Vingegaard          | Jumbo-Visma                           | 15 pts                    |                           |
| 2.                        | Sebastian Schönberger     | Human Powered Health                  | 14 pts                    |                           |
| 3.                        | Francesco Gavazzi         | Eolo-Kometa                           | 9 pts                     |                           |
| 4.                        | Ruben Guerreiro           | Movistar Team                         | 9 pts                     |                           |
| 5.                        | Igor Arrieta              | Equipo Kern Pharma                    | 6 pts                     |                           |
| 6.                        | Attila Valter             | Jumbo-Visma                           | 4 pts                     |                           |
| 7.                        | Delio Fernández           | AP Hotels & Resorts-Tavira-SC Farense | 3 pts                     |                           |
| 8.                        | Jesús Herrada             | Cofidis                               | 2 pts                     |                           |
| 9.                        | Alex Molenaar             | Electro Hiper Europa                  | 2 pts                     |                           |
| 10.                       | Mattia Bais               | Eolo-Kometa                           | 2 pts                     |                           |

### Classificação dos pontos
| Classificação por pontos | Classificação por pontos | Classificação por pontos | Classificação por pontos | Classificação por pontos |
| Ciclista                 | Ciclista                 | Equipe                   | Pontos                   |                          |
| ------------------------ | ------------------------ | ------------------------ | ------------------------ | ------------------------ |
| 1.                       | Sebastian Schönberger    | Human Powered Health     | 131 pts                  |                          |
| 2.                       | Jonas Vingegaard         | Jumbo-Visma              | 80 pts                   |                          |
| 3.                       | Alejandro Ropero         | Electro Hiper Europa     | 60 pts                   |                          |
| 4.                       | Ruben Guerreiro          | Movistar Team            | 50 pts                   |                          |
| 5.                       | Jesús Herrada            | Cofidis                  | 36 pts                   |                          |
| 6.                       | Igor Arrieta             | Equipo Kern Pharma       | 34 pts                   |                          |
| 7.                       | Lorenzo Fortunato        | Eolo-Kometa              | 30 pts                   |                          |
| 8.                       | Xabier Isasa             | Euskaltel-Euskadi        | 30 pts                   |                          |
| 9.                       | Josu Etxeberria          | Caja Rural-Seguros RGA   | 30 pts                   |                          |
| 10.                      | Attila Valter            | Jumbo-Visma              | 29 pts                   |                          |

### Classificação dos jovens
| Classificação dos jovens | Classificação dos jovens | Classificação dos jovens | Classificação dos jovens | Classificação dos jovens |
| Ciclista                 | Ciclista                 | Equipe                   | Tempo                    |                          |
| ------------------------ | ------------------------ | ------------------------ | ------------------------ | ------------------------ |
| 1.                       | Lukas Nerurkar           | Trinity Racing           | 8h20m25s                 |                          |
| 2.                       | Pelayo Sánchez           | Burgos-BH                | + 38s                    |                          |
| 3.                       | Carlos Canal             | Euskaltel-Euskadi        | + 49s                    |                          |
| 4.                       | Max Walker               | Trinity Racing           | + 1m01s                  |                          |
| 5.                       | Igor Arrieta             | Equipo Kern Pharma       | + 1m13s                  |                          |
| 6.                       | Enekoitz Azparren        | Euskaltel-Euskadi        | + 2m59s                  |                          |
| 7.                       | Francisco Guerreiro      | Efapel Cycling           | + 3m22s                  |                          |
| 8.                       | Karel Vacek              | Team Corratec            | + 3m29s                  |                          |
| 9.                       | Oliver Rees              | Trinity Racing           | + 3m46s                  |                          |
| 10.                      | Alejandro Franco         | Burgos-BH                | + 4m20s                  |                          |

### Classificação por equipas
| Classificação por equipes | Classificação por equipes | Classificação por equipes | Classificação por equipes |
| Equipe                    | Equipe                    | Tempo                     |                           |
| ------------------------- | ------------------------- | ------------------------- | ------------------------- |
| 1.                        | Cofidis                   | 25h00m35s                 |                           |
| 2.                        | Movistar Team             | + 25s                     |                           |
| 3.                        | Jumbo-Visma               | + 3m44s                   |                           |
| 4.                        | Euskaltel-Euskadi         | + 3m44s                   |                           |
| 5.                        | Trinity Racing            | + 5m00s                   |                           |

## Evolução das classificações
| Etapa |                           | Vencedor _            | Classificação geral   | Prêmio por pontos     | Prêmio de montanha    | Juventude             | Equipes _             |
| ----- | ------------------------- | --------------------- | --------------------- | --------------------- | --------------------- | --------------------- | --------------------- |
| 1     | etapa escarpada           | cancelamento da etapa | cancelamento da etapa | cancelamento da etapa | cancelamento da etapa | cancelamento da etapa | cancelamento da etapa |
| 2     | etapa escarpada           | Jonas Vingegaard      | Jonas Vingegaard      | Sebastian Schönberger | Jonas Vingegaard      | Lukas Nerurkar        | Cofidis               |
| 3     | média montanha            | Jonas Vingegaard      | Jonas Vingegaard      | Sebastian Schönberger | Jonas Vingegaard      | Lukas Nerurkar        | Movistar Team         |
| 4     | contrarrelógio individual | Jonas Vingegaard      | Jonas Vingegaard      | Sebastian Schönberger | Jonas Vingegaard      | Lukas Nerurkar        | Cofidis               |
| Final | Final                     |                       | Jonas Vingegaard      | Sebastian Schönberger | Jonas Vingegaard      | Lukas Nerurkar        | Cofidis               |

## UCI World Ranking
O Gran Camiño outorgou pontos para o UCI World Ranking para corredores das equipas nas categorias UCI WorldTeam, UCI ProTeam e Continental. As seguintes tabelas são o barómetro de pontuação e os dez corredores que obtiveram mais pontos:
| Posição             | 1.º | 2.º | 3.º | 4.º | 5.º | 6.º | 7.º | 8.º | 9.º | 10.º | 11.º | 12.º | 13.º-15.º | 16.º-25.º |
| Classificação geral | 125 | 85  | 70  | 60  | 50  | 40  | 35  | 30  | 25  | 20   | 15   | 10   | 5         | 3         |
| Por etapa           | 14  | 5   | 3   |     |     |     |     |     |     |      |      |      |           |           |
| Líder               | 3   |     |     |     |     |     |     |     |     |      |      |      |           |           |

| Classificação |                  |                  |       |       |       |       |
| Posição       | Ciclista         | Equipa           | Geral | Etapa | Líder | Total |
| ------------- | ---------------- | ---------------- | ----- | ----- | ----- | ----- |
| 1.º           | Jonas Vingegaard | Jumbo-Visma      | 125   | 42    | 6     | 173   |
| 2.º           | Jesús Herrada    | Cofidis          | 85    | -     | -     | 85    |
| 3.º           | Ruben Guerreiro  | Movistar         | 70    | 10    | -     | 80    |
| 4.º           | Attila Valter    | Jumbo-Visma      | 60    | 3     | -     | 63    |
| 5.º           | Will Barta       | Movistar         | 50    | 3     | -     | 53    |
| 6.º           | Lukas Nerurkar   | Trinity Racing   | 40    | -     | -     | 40    |
| 7.º           | Simon Geschke    | Cofidis          | 35    | -     | -     | 35    |
| 8.º           | David de la Cruz | Astana Qazaqstan | 30    | -     | -     | 30    |
| 9.º           | Joaquim Silva    | Efapel Cycling   | 25    | -     | -     | 25    |
| 10.º          | Rubén Fernández  | Cofidis          | 20    | -     | -     | 20    |